# نانسي كارديناس
نانسي كارديناس (بالإسبانية: Nancy Cárdenas)‏ (29 مايو 1934 في المكسيك - 23 مارس 1994، مدينة مكسيكو في المكسيك)؛ كاتِبة وشاعرة مكسيكية. درست في الجامعة الوطنية المستقلة في المكسيك.

## روابط خارجية
- نانسي كارديناس على موقع IMDb (الإنجليزية)